# XCOPY.EXE
| QS-Informatik | Dieser Artikel wurde wegen inhaltlicher Mängel auf der Qualitätssicherungsseite der Redaktion Informatik eingetragen. Dies geschieht, um die Qualität der Artikel aus dem Themengebiet Informatik auf ein akzeptables Niveau zu bringen. Hilf mit, die inhaltlichen Mängel dieses Artikels zu beseitigen, und beteilige dich an der Diskussion! (+) |

XCOPY – kurz für englisch extended copy – ist ein in PC DOS 3.2 vom April 1986 eingeführtes Kommandozeilenprogramm zum Kopieren von Dateien. Es war auch in MS-DOS 3.3 (1987) und allen späteren Versionen von MS-DOS und PC DOS enthalten, dazu in OS/2 und als xcopy (in Kleinbuchstaben) in der Windows-NT-Linie.
In vielen PC-kompatiblen DOS-Versionen anderer Hersteller ist ein Klon von XCOPY enthalten, etwa in DR DOS oder in FreeDOS.

## Entwicklung
Als XCOPY.EXE wurde es von IBM für PC DOS entwickelt.
Das interne COMMAND.COM-Kommando COPY kann immer nur eine Datei auf einmal kopieren, eine Datei nach der anderen. Bei einer größeren Anzahl von zu kopierenden Dateien und wenn ein Diskettenwechsel nötig ist, ist das Kommando damit sehr zeitaufwendig. Mit XCOPY hingegen können viele Dateien auf einmal kopiert werden, weil das Programm so lange Daten einliest, bis der konventionelle Speicher voll ist. Erst dann werden die einzelnen Daten auf den Zieldatenträger geschrieben, wodurch u. a. viel seltener ein Diskettenwechsel notwendig wird. Zudem ist XCOPY dadurch im direkten Vergleich zu COPY um einiges schneller.
Vermutlich wurde der bereits bestehende COPY-Befehl nicht erweitert, um den ohnehin spärlichen Arbeitsspeicher nicht durch einen übergroßen Kommandoprozessor zu belegen. Als externes Kommando wird XCOPY hingegen nur bei Bedarf in den Speicher geladen.

## Funktionsumfang und Verwendung
XCOPY.EXE, xcopy32.exe als auch xcopy32.mod können nicht nur einzelne Dateien, sondern auch ganze Verzeichnisse und Verzeichnisbäume kopieren. Der Funktionsumfang ist je nach Version unterschiedlich.
```
XCOPY [d:][path]filename [d:][path][filename] [/A][/D:(date)] [/E][/M][/P][/S][/V][/W][Y|-Y]
```

Ein typischer Befehl, um alle Dateien von Laufwerk C: nach A: zu kopieren, dabei aber leere Verzeichnisse auszulassen, ist:
```
xcopy c: a: /s
```

XCOPY wurde auch empfohlen, um ganze Programme z. B. auf die Festplatte zu kopieren, wenn diese kein eigenes Installationsprogramm vorsehen.

## Weiterentwicklung
Seit Windows Vista ist zusätzlich ein ähnliches Kommandozeilenprogramm namens Robocopy enthalten, das mit mehr Funktionalität aufwartet.